# Враготурце
 Тази статия е за селото в Северна Македония.  За селото в Егейска Македония, Гърция, вижте Врагитурци.  
Враготурце или Враготурци (на македонска литературна норма: Враготурце; на турски: Ormanli) е село в Северна Македония, в община Старо Нагоричане.

## География
Селото е разположено в областта Средорек в долината на десния бряг на река Бистрица, в южните склонове на планината Козяк.

## История
В края на XIX век Враготурце е българско село в Кумановска каза на Османската империя. Според статистиката на Васил Кънчов („Македония. Етнография и статистика“) от 1900 г. Враготурци е населявано от 214 жители българи християни.
По-голямата част от населението на селото е под върховенството на Българската екзархия. По данни на секретаря на екзархията Димитър Мишев („La Macédoine et sa Population Chrétienne“) в 1905 година във Враготурци има 240 българи екзархисти, 16 българи патриаршисти сърбомани и 12 цигани. Според секретен доклад на българското консулство в Скопие всичките 42 къщи в селото през 1904 година под натиска на сръбската пропаганда в Македония признават Цариградската патриаршия.
По време на Първата световна война Враготурци е включено в Пелинска община и има 176 жители.
Според преброяването от 2002 година селото има 55 жители, всички северномакедонци.